# エフエムしみず静岡
株式会社エフエムしみず静岡（愛称：S-Wave）は、静岡市をメインのサービスエリアとするコミュニティ放送局である。2025年4月1日にシティエフエム静岡（FM Hi!）を吸収合併、および社名変更を行い放送を開始した。

## 概要
1996年1月設立。同年6月2日より静岡県2か所目のコミュニティFM局「エフエムしみず（愛称：マリンパル）」として開局した。当初は清水市をエリアとしていたが、清水市が旧静岡市と合併して新しい静岡市になってからは1市2局となった。しかし静岡市が政令指定都市に移行したことにより新たに清水区が設けられたため、清水区エリアの局となる形になった。2025年の合併にて、静岡市の全3区を中心とするエリアの放送局となった。
合併に際しては、エフエムしみずがシティエフエム静岡（愛称：FM Hi！）を合併し、放送局免許JOZZ6AC-FMも継承した上で、本社・演奏所・送信所親局はシティエフエム静岡のものを使用する形を取った。近い例としてエフエム浦安の移転及び周波数変更（市川エフエム放送のもの、ただしこちらは同社が前年に倒産した資産を使用したもの）がある。
番組編成もFM Hi！の編成をベースとしており、エフエムしみず時代は自社制作番組以外はMUSIC BIRD for COMMUNITYの配信であったが、合併後はJ-WAVEの配信に切り替わっている。

## エフエムしみず（マリンパル）時代

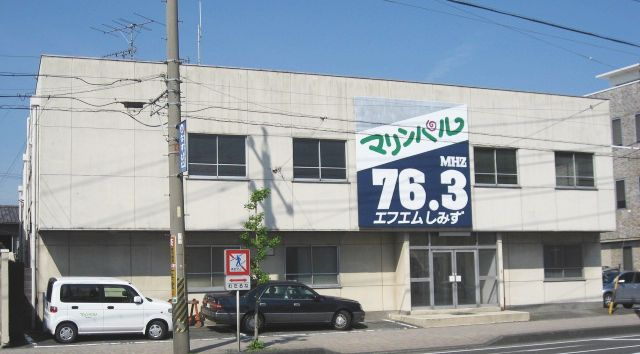
エフエムしみず（旧局舎。この建物は2018年に解体）

### 旧局・マリンパルの放送局概要
- 正式社名 株式会社エフエムしみず
- 本社所在地 静岡市清水区日の出町10番80号 清水マリンターミナルビル2階
  - 2012年4月に現在地に移転。写真は入船町の旧社屋（株式会社鈴与別館の1階にあった）
- 呼び出し符号（コールサイン）JOZZ6AC-FM
- 周波数 76.3MHz
- 出力 20W
- 送信所 静岡市清水区馬走（日本平FMしみず送信所）[2]

送信所は、テレビの地上デジタル放送開始前までは、SBS静岡放送のTVアンテナに併設されていたが、地デジ化の際自社で建設した送信施設に移動した。これは日本平デジタルタワーへの共同参加しなかったため。
- サテライトスタジオ - エスパルスドリームプラザ（清水港近郊 同施設1F）
北緯35度00分38秒 東経138度29分35秒 / 北緯35.010528度 東経138.493161度
- 放送時間 
  - 原則として毎日 6:00 - 23:00。自社制作番組の合間にMUSIC BIRD for COMMUNITYからの番組ネットを行う。
  - 23:00 - 6:00はサービス放送。MUSIC BIRD for COMMUNITYからの番組ネットやテストパターン音楽などを放送しているがあくまでサービス放送のため、公式サイトなどでは案内されていない。
- サービスエリア 静岡市清水区、駿河区、葵区及び富士市、沼津市、伊豆半島西海岸のそれぞれ一部地域（人口80万人の世帯）に提供[3]。

### 主な番組
- モーニング・パル（平日 7:00 - 10:00）
- マリンパル・ほっとライン（平日 11:00 - 14:00）
- トワイライト・ナビ（平日 16:00 - 18:00）
- ワープ・ワープ・ワープ（火曜日 - 金曜日 18:00 - 19:56）
- Weekend Wave（土曜 9:00 - 11:55）
- ミュージック・エアライン（土曜 13:00 - 16:00）
- GO GO S-PULSE（月曜 18:00 - 19:56）
- 県大サンデー（日曜 9:25 - 9:55）
- その他清水エスパルスの試合実況中継（随時）や、毎年8月初旬開催の「清水みなと祭り」関連の番組も多数放送している。

### パーソナリティ
- 石井秀幸（元東日本放送アナウンサー）
- 天野学（元日本道路交通情報センター静岡センター道路交通情報キャスター）
- 是永真由子
- 夏木かおり（元SBS静岡放送キャスタードライバー）
- 笹瀬美和子（元SBS静岡放送キャスタードライバー）
- 柴田怜奈
- 高野裕紀子（オフィスKOE所属）
- 塚本香
- 伊藤敏子
- 岩崎光美
- 杉山淳
- 藤田由美子（オフィスKOE所属）
- 山下ともち
- 鈴木晴也（出演時はボイスアルファ所属、現在はピースカンパニー代表兼DJ&ナレーター、司会者）
- 鈴木克馬（出演時はボイスアルファ所属、現在は独立し、個人事務所。）
- 興津大三（元サッカー選手。清水エスパルスフロント関係者）
- 大場健司（フリースポーツライター）＊物故者
- 宮本啓子
- 三輪裕子
- 望月貴史（元日本道路交通情報センター九段センター首都高速センター道路交通情報キャスター、元FM鹿児島契約アナウンサー、元ＦＭ青森アナウンサー）
- 吉田真奈美（元青森テレビアナウンサー／旧姓鳴海）
- 惟村智子（元SBS静岡放送キャスタードライバー）
- 石田江利子（元SBS静岡放送キャスタードライバー、2025年３月時点焼津市議会議員）
- 青木輝（元SBS静岡放送アナウンサー）
- 戸塚雅子
- 吉田才絵（番組担当時、京都の大学の学生。大学卒業後一般企業へ）
- 四ノ宮喜代（退社後、FM青森東京支社契約社員→カナダ日本語放送局キャスター）
- 照井忠文（番組担当時、ボイスアルファ所属。現在は他業種へ転職）
- 松下直美（ボイスアルファ所属）
- 仁科りえ（平松りえ名義でFM島田パーソナリティ）
- 由奈
- あさひりお
- スナオマサカズ（ボイスアルファ所属）
- 山崎美優
- SHIN
- 鬼塚大輔
- HAL
- 矢邊新太郎
- 南条亜希子
- ゆき
- しなっち
- 他多数

## 混信問題
開局当時、エフエムしみずが76.3MHzにて清水市（現・清水区）地域にて放送していたが、約2年後にシティエフエム静岡が76.5MHzで旧・静岡市（現・葵区、駿河区）地域にて放送を開始した。お互いの周波数が非常に近く（200kHzの差）、FM放送はもともと周波数変調（日本国内の規定では最大±75kHz）であるために、当時の静岡市と清水市の境界付近を中心に混信問題が発生していた。
エフエムしみずの方が先に開局していたため、旧・静岡市地域でエフエムしみずを聴取していた人もいたが、シティエフエム静岡が開局してからは、ほとんどのエリアで聴取できなくなってしまった。お互いの放送局でも混信情報を共有しており、混信地域では聴取するためのアドバイス（アンテナの方向調整など）をしていた。
シティエフエム静岡が出力増幅の機会にあわせて76.9MHzへ周波数変更を行い、それ以降は混信問題も解決した。混信問題が解消したため、20Wへの増力の認可が下り、エフエムしみずも2001年6月30日から20Wでの放送を開始した。

## シティエフエム静岡との統合
エフエムしみずから、2024年12月20日、2025年4月1日をもってシティエフエム静岡と合併し、『エフエムしみず静岡（通称：S-Wave）』となることが発表された。周波数と本社スタジオはシティエフエム静岡が引き継ぐこととなった。マリンパルのエスパルスドリームプラザのスタジオは移行後もサテライトスタジオとして機能するが、マリンターミナルのスタジオは使用を取りやめる。これらは「災害発生時等情報の共有化、迅速化のためにも統合した方がいいのではないか」という声が上がっていたからとされる。
静岡市が販売した緊急情報防災ラジオの内マリンパル用については設定変更が必要となる。
2025年3月28日を以て全ての番組が放送終了､翌29日から31日までシティエフエム静岡との統合作業の為､停波となった｡

## 脚註
1. 1 2 3  “エフエムしみずとシティエフエム静岡の合併に伴う無線局免許承継〈「マリンパル」（76.3MHz）用の緊急情報防災ラジオは設定変更を〉”.   総務省東海総合通信局 (2025年3月27日). 2025年4月1日閲覧。
2. 1 2  “会社概要”.   FMしみず・マリンパル 公式ウェブサイト. 2016年4月28日閲覧。 “送信所: 静岡市清水区馬走(日本平)”
3. 1 2  “会社概要”.   FMしみず・マリンパル 公式ウェブサイト. 2016年4月28日閲覧。 “放送区域: 静岡市清水区、駿河区、葵区、及び　富士市、沼津市、伊豆西海岸の一部”
4. ↑  「《データで読む地域再生》静岡市のコミュニティＦＭ　２局合併、設備を一新　地域情報発信にも磨き」『日本経済新聞 地方経済面（静岡）』2025年3月8日、朝刊6面。
5. ↑  合併のお知らせ
6. ↑  静岡市のコミュニティエフエム「エフエムしみず」と「シティエフエム静岡」合併について
7. ↑  “緊急情報防災ラジオ(マリンパル用)の受信設定変更”.   静岡市 (2025年3月28日). 2025年4月1日閲覧。